# Anochetus turneri
Anochetus turneri é uma espécie de formiga do gênero Anochetus, pertencente à subfamília Ponerinae.